# Kostel svaté Kateřiny Alexandrijské (Bílá Lhota)
Kostel svaté Kateřiny Alexandrijské je farní kostel v Bílé Lhotě zasvěcený svaté Kateřině Alexandrijské vystavěný ve slohu klasicismu v roce 1789. Kostel je zapsán na seznam kulturních památek ČR.

## Architektura
Jde o prostou orientovanou jednolodní stavbu s odsazeným kněžištěm, k němuž z východní strany přiléhá čtyřboká sakristie. Loď má obdélníkový půdorys, nad odsazeným vstupem se v ose stavby zvedá hranolová zvonice. Kněžiště i loď jsou zaklenuty plackami, které mezi pasy nesou přízední pilíře, vytvářející mělké oltářní výklenky. V západní části lodi je hudební kruchta, jejíž střední část vstupuje do hlavní lodi. 

## Vybavení
Zařízení je klasicistní, pochází z doby po dokončení kostela. Hlavní oltář se sloupovým retabulem zobrazuje oslavu svaté Kateřiny (obraz je údajně od Jana Havelky), sochy sv. Petra a Pavla po bocích jsou z dílny Jana Michaela Scherhaufa. V lodi je boční oltář sv. Kříže s kamenným sousoším Malé Kalvárie od Cyrila Kutzera. Volně je úmístěna drobná pozdně gotická dřevořezba Ukřižovaného z první poloviny 16. století Zvon v sanktusníku je z roku 1687. Kostelní hřbitov byl založen po roce 1789, nacházejí se na něm některé památkově chráněné klasicistní náhrobky majitelů panství Bílá Lhota.